# RNF138
RNF138 (англ. Ring finger protein 138) – білок, який кодується однойменним геном, розташованим у людей на довгому плечі 18-ї хромосоми. Довжина поліпептидного ланцюга білка становить 245 амінокислот, а молекулярна маса — 28 193.
| 10         |  | 20         |  | 30         |  | 40         |  | 50         |
| ---------- |  | ---------- |  | ---------- |  | ---------- |  | ---------- |
| MAEDLSAATS |  | YTEDDFYCPV |  | CQEVLKTPVR |  | TTACQHVFCR |  | KCFLTAMRES |
| GAHCPLCRGN |  | VTRRERACPE |  | RALDLENIMR |  | KFSGSCRCCA |  | KQIKFYRMRH |
| HYKSCKKYQD |  | EYGVSSIIPN |  | FQISQDSVGN |  | SNRSETSTSD |  | NTETYQENTS |
| SSGHPTFKCP |  | LCQESNFTRQ |  | RLLDHCNSNH |  | LFQIVPVTCP |  | ICVSLPWGDP |
| SQITRNFVSH |  | LNQRHQFDYG |  | EFVNLQLDEE |  | TQYQTAVEES |  | FQVNI      |

A: Аланін

C: Цистеїн

D: Аспарагінова кислота

E: Глутамінова кислота

F: Фенілаланін

G: Гліцин

H: Гістидин

I: Ізолейцин

K: Лізин

L: Лейцин

M: Метіонін

N: Аспарагін

P: Пролін

Q: Глутамін

R: Аргінін

S: Серин

T: Треонін

V: Валін

W: Триптофан

Кодований геном білок за функціями належить до трансфераз, фосфопротеїнів. 
Задіяний у таких біологічних процесах, як пошкодження ДНК, репарація ДНК, убіквітинування білків, сигнальний шлях Wnt, ацетилювання, альтернативний сплайсинг. 
Білок має сайт для зв'язування з іонами металів, іоном цинку, ДНК. 
Локалізований у хромосомах.